# Leegomery
Leegomery – dzielnica miasta Telford, w Anglii, w Shropshire, w dystrykcie (unitary authority) Telford and Wrekin. Leegomery jest wspomniana w Domesday Book (1086) jako Lega.